# 돌아온 이탈자 2
돌아온 이탈자 2(Juice)는 미국에서 제작된 어니스트 R. 딕커슨 감독의 1992년 영화이다. 오마 엡스 등이 주연으로 출연하였고 피터 프랑크프루트 등이 제작에 참여하였다.

## 출연

### 주연
- 오마 엡스
- 투팍

### 조연
- 저메인 휴기 홉킨스
- 카릴 케인
- 신디 헤론
- 빈센트 라레스카
- 사무엘 L. 잭슨

## 제작진
- 미술: 레스터 코헨
- 배역: 재키 브라운